# Şəhriyar Məmmədyarov
Şəhriyar Həmid oğlu Məmmədyarov (ur. 12 kwietnia 1985 w Sumgait) – azerski szachista, arcymistrz od 2002 roku.

## Kariera szachowa
Məmmədyarov jest jednym z grupy kilku młodych, utalentowanych szachistów pochodzących z Azerbejdżanu, którzy w ostatnich latach zadziwili świat szachowy swoimi postępami. W 2002 roku zajął pierwsze miejsce w mistrzostwach Europy juniorów do 18 lat. Rok później zdobył dwa tytuły mistrza świata juniorów – w kategorii do 18 i do 20 lat. Za te osiągnięcia Międzynarodowa Federacja Szachowa przyznała mu tytuł arcymistrza. W 2004 zwyciężył w Międzynarodowych Mistrzostwach Dubaju. W tym samym roku zajął II miejsce na Turnieju Młodych Mistrzów w Lozannie, przegrywając w finale z Luke McShanem. Wystąpił również w mistrzostwach świata systemem pucharowym, przegrywając w III rundzie z Liviu-Dieterem Nisipeanu. W styczniu 2005 roku zajął dzielone II miejsce w grupie B prestiżowego turnieju Corus w Wijk aan Zee (za Siergiejem Kariakinem) oraz po raz drugi w karierze został mistrzem świata juniorów do 20 lat. W roku 2006 odniósł duży sukces, zajmując I miejsce (wraz z Judit Polgár, a przed Weselinem Topałowem oraz Iwanem Sokołowem) w bardzo silnie obsadzonym turnieju w Hoogeveen. Zwyciężył również w otwartym turnieju w Baku oraz podzielił I miejsca w Reykjavíku oraz Moskwie (Aerofłot Open). W 2008 podzielił II m. (za Peterem Leko, wspólnie z Janem Niepomniaszczijem, Wasilijem Iwanczukiem i Janem Gustafssonem) w turnieju Dortmunder Schachtage w Dortmundzie, natomiast w 2010 podzielił I m. w turnieju President's Cup w Baku (wspólnie z Władimirem Kramnikiem i Gatą Kamskim) oraz w memoriale Michaiła Tala w Moskwie (wspólnie z Lewonem Aronjamen i Siergiejem Kariakinem). W 2013 zdobył w Chanty-Mansyjsku tytuł mistrza świata w szachach szybkich oraz zajął II m. (za Weselinem Topałowem) w cyklu FIDE Grand Prix 2012-2013, zdobywając prawo do gry w turnieju pretendentów w 2014 roku (w turnieju tym zajął V miejsce).
Wielokrotnie reprezentował Azerbejdżan w rozgrywkach drużynowych, m.in.:
- siedmiokrotnie na olimpiadach szachowych (w latach 2000, 2002, 2004, 2008, 2010, 2012, 2014); medalista: indywidualnie – złoty (2012 – na III szachownicy)[9],
- dwukrotnie na drużynowych mistrzostwach świata (w latach 2010, 2011); medalista: indywidualnie – złoty (2010 – na IV szachownicy)[10],
- siedmiokrotnie na drużynowych mistrzostwach Europy (w latach 2001, 2003, 2005, 2007, 2009, 2011, 2013); siedmiokrotny medalista: wspólnie z drużyną – dwukrotnie złoty (2009, 2013), srebrny (2011) i brązowy (2007) oraz indywidualnie – dwukrotnie złoty (2009 – na IV szachownicy, 2011 – na III szachownicy) i srebrny (2003 – na II szachownicy)[11].

Məmmədyarov jest szachistą czołówki światowej, który zanotował rekordowy przyrost rankingu FIDE. W ciągu trzech lat poprawił swój ranking z 2201 punktów (w styczniu 2000 roku) na 2596 (w styczniu 2003 roku).
Najwyższy ranking w dotychczasowej karierze osiągnął 1 września 2018, z wynikiem 2817 punktów zajmował wówczas 3. miejsce na światowej liście FIDE, jednocześnie zajmując 1. miejsce wśród azerskich szachistów.

## Życie rodzinne
Jego dwie siostry, Zeynəb i Türkan, również są znanymi szachistkami – obie posiadają tytuły arcymistrzyń.